# یزدان‌آباد (دامغان)
یزدان‌آباد یک روستا در ایران است که در دهستان قهاب رستاق شهرستان دامغان واقع شده‌است. یزدان‌آباد ۱۲۰ نفر جمعیت دارد.